# Программное обеспечение для принятия решений
Программное обеспечение для принятия решений (ППР) — компьютерные приложения, которые используются, чтобы помочь как отдельным людям так целым коллективам и организациям делать выбор и принимать решения.
Ранний пример ППР был описан в 1973 году. До появления Всемирной паутины большинство ППР было основано на электронных таблицах, первое же программное обеспечение на базе веб-интерфейса появилось в 1990-м году. В настоящее время доступно множество программных продуктов для принятия решений — примеры смотрите в Таблице сравнения ниже.
В большинстве ППР основное внимание уделяется ранжированию, определению приоритетов или выбору среди альтернатив, характеризующихся множественными критериями или атрибутами. Таким образом, большинство программ для принятия решений основано на анализе решений (Decision Analysis англ. — DA), обычно многокритериальном процессе принятия решений (Multiple-Criteria Decision Analysis англ. — MCDA). Некоторые системы поддержки принятия решений включают программный компонент принятия решений.

## Цель
ППР помогает людям принимающим решения на разных этапах этого процесса, включая исследование проблем, формулирования, определения альтернатив решения и ограничений решений, а также структурирования предпочтений и суждений о компромиссах.
Цель ППР заключается в поддержке анализа, который проводится на этих различных этапах процесса принятия решений, а не для его замены. Оно освобождает пользователей от деталей технической реализации, позволяя им сосредоточиться на основополагающих суждениях. Тем не менее, ППР не должно использоваться слепо. «Прежде чем использовать программное обеспечение, необходимо иметь надёжное знание принятой методологии и проблемы решения».

## Методы и функции

### Методы принятия решений
Как упоминалось ранее, большинство программ для принятия решений основано на многокритериальном принятии решений. Оно включает в себя оценку и объединение характеристик альтернатив по двум или более критериям или атрибутам для ранжирования, определения приоритетов или выбора среди альтернатив.
ППР использует множество различных методов многокритериального принятия решений.
Основными популярными методами являются:
- Метод рандомизации сводных показателей (Aggregated Indices Randomization Method англ. -AIRM)
- Метод анализа иерархий (МАИ)
- Метод аналитических сетей (Analytic Network Process англ. — ANP)
- Метод исключений и выбора, отражающих реальность. (ELimination Et Choix Traduisant la REalité англ. — ELECTRE)
- Метод анализ предпочтений на основе категориального анализа (Measuring Attractiveness by a Categorical-Based Evaluation TecHnique англ. — MACBETH)
- Метод многокритериальной общей оценки качества (Multi-Attribute Global Inference of Quality англ. — MAGIQ)
- Метод попарного ранжирования всех возможных альтернатив (Potentially all pairwise rankings of all possible alternatives англ. — PAPRIKA)
- Метод организации ранжирования предпочтений для обогащения оценок (Preference Ranking Organization METHod for Enrichment of Evaluations англ. — PROMETHEE)
- Метод доказательных рассуждений (Evidential Reasoning approach англ. — ER)

Между этими методами существуют существенные различия и, соответственно, различаются функции программного обеспечения для принятия решений, реализующего их. К таким отличиям относятся:
- Глубина иерархии подзадач, на которые может быть разбита исходная проблема;
- Отдаётся ли предпочтение попарному сравнению альтернатив и/или критериев при принятии решений;
- Использование шкалы интервалов или шкалы отношений при принятии решений;
- Число возможных критериев для одного объекта;
- Количество оцениваемых альтернатив: от нескольких (конечное количество) до бесконечности;
- Пределы, в которых числовые значения используются для оценки и/или ранжирования альтернатив;
- Пределы, в которых производится неполное ранжирование альтернатив (относительно полного);
- Пределы, в которой моделируется и анализируется неопределённость.

### Сравнение функций программного обеспечения
Программное обеспечение для принятия решений, помогающее ранжировать альтернативы и делать из них выбор или определять приоритеты, часто включает в себя большое множество функций и инструментов; в данной таблице на примерах приведены лишь основные функции:
- Попарное сравнение
- Анализ чувствительности
- Групповая оценка (командная работа)
- Веб-интерфейс

### Сводная таблица сравнения программного обеспечения для принятия решений
| ППР                                 | Поддерживаемые методы многокритериального анализа                                                      | Попарное сравнение | Анализ чувствительности | Командная работа | Веб-интерфейс       |                      |
| ----------------------------------- | --- | ------------------ | ----------------------- | ---------------- | ------------------- | -------------------- |
| almaGRID.com (рус., англ.)          | AIRM, AHP, ANP, MACBETH                                                                                | Да                 | Да                      | Да               | Нет                 | [ 8 ]                |
| 1000minds (англ.)                   | PAPRIKA                                                                                                | Да                 | Да                      | Да               | Да                  | [ 4 ] [ 9 ]          |
| Ahoona (англ.)                      | WSM (англ.), Полезность                                                                                | Нет                | Нет                     | Да               | Да                  | [ 10 ]               |
| Analytica (англ.)                   | | Нет                | Да                      | Нет              | Да                  | [ 4 ] [ 9 ]          |
| Criterium DecisionPlus (англ.)      | AHP, SMART                                                                                             | Да                 | Да                      | Нет              | Нет                 | [ 4 ]                |
| D-Sight (англ.)                     | PROMETHEE, Полезность                                                                                  | Да                 | Да                      | Да               | Да                  | [ 4 ] [ 9 ]          |
| DecideIT (англ.)                    | MAUT (англ.)                                                                                           | Да                 | Да                      | Да               | Да                  | [ 4 ] [ 9 ]          |
| Decision Lens (англ.)               | AHP, ANP                                                                                               | Да                 | Да                      | Да               | Да                  |                      |
| Expert Choice (англ.)               | AHP | Да                 | Да                      | Да               | Да                  | [ 4 ] [ 9 ]          |
| Hiview3 (англ.)                     | | Нет                | Да                      | Да               | Нет                 | [ 4 ] [ 9 ]          |
| Intelligent Decision System (англ.) | Evidential Reasoning Approach (англ.)., Bayesian Inference, Dempster-Shafer theory (англ.), Полезность | Да                 | Да                      | Да               | Доступно по запросу | [ 9 ]                |
| Logical Decisions (англ.)           | AHP | Да                 | Да                      | Да               | Нет                 | [ 4 ] [ 9 ]          |
| M-MACBETH (англ.)                   | MACBETH                                                                                                | Да                 | Да                      | Да               | Нет                 | [ 4 ]                |
| MindDecider (рус., англ.)           | MCDA, AHP, SMART, PAPRIKA, MAUT, PROMETHEE, MACBETH, WSM, Полезность и т. д.                           | Да                 | Да                      | Да               | Содержит Веб-Сервер | [ 11 ] [ 12 ] [ 13 ] |
| PriEsT (англ.)                      | AHP | Да                 | Да                      | Нет              | Нет                 | [ 14 ]               |
| Super Decisions (англ.)             | AHP, ANP                                                                                               | Да                 | Да                      | Нет              | Да                  | [ 15 ]               |
| SVIR (рус., англ.)                  | Dominance Analysis, AHP, MCDA, MAUT                                                                    | Да                 | Да                      | Нет              | Нет                 | [ 16 ]               |